# Max Lowe
Max Josef Lowe (* 11. Mai 1997 in South Normanton) ist ein englischer Fußballspieler, der bei Sheffield United unter Vertrag steht.

## Karriere

### Verein
Max Lowe wurde in South Normanton, Derbyshire geboren. In seiner Jugend spielte er bei Derby County. Für den Verein gab er am 23. August 2016 sein Profidebüt im Ligapokal gegen Carlisle United, als er in der Startelf stand. Bis zum Ende der Saison 2016/17 kam er in elf weiteren Spielen zum Einsatz. Darunter war ein Spiel im Ligapokal gegen den FC Liverpool, das 0:3 verloren wurde, sowie gegen den amtierenden englischen Meister Leicester City im Pokal. Von Januar bis Mai 2018 wurde der 20-jährige Lowe an den englischen Drittligisten Shrewsbury Town verliehen. Im August 2018 folgte eine Leihe über sechs Monate zum schottischen Erstligisten FC Aberdeen. Die Leihe wurde im Januar 2019 bis zum Ende der Saison verlängert.
Im September 2020 wurde Lowe – gemeinsam mit dem Mannschaftskameraden Jayden Bogle – vom Erstligisten Sheffield United verpflichtet. Er unterzeichnete einen Vierjahresvertrag bei den „Blades“. Für seine neue Mannschaft kam er zu acht Einsätzen in der Premier League 2020/21 und stieg am Saisonende mit Sheffield als Tabellenletzter aus der ersten Liga ab. Am 27. August 2021 verlieh ihn United für die Saison 2021/22 an den Zweitligakonkurrenten Nottingham Forest. In Nottingham verbrachte er die Spielzeit als Stammspieler auf der linken Verteidigerposition, verpasste jedoch verletzungsbedingt zahlreiche Spiele. Durch einen 1:0-Erfolg im Finale der Aufstiegs-Play-offs in Wembley gegen Huddersfield Town stieg der im Verlauf der Partie eingewechselte Max Lowe mit seiner Mannschaft in die Premier League auf.

### Nationalmannschaft
Max Lowe spielte zwischen 2012 und 2017 in den Nachwuchsmannschaften von England. Sein Debüt gab er dabei in der U-16.